# Hufvudstadsbladet

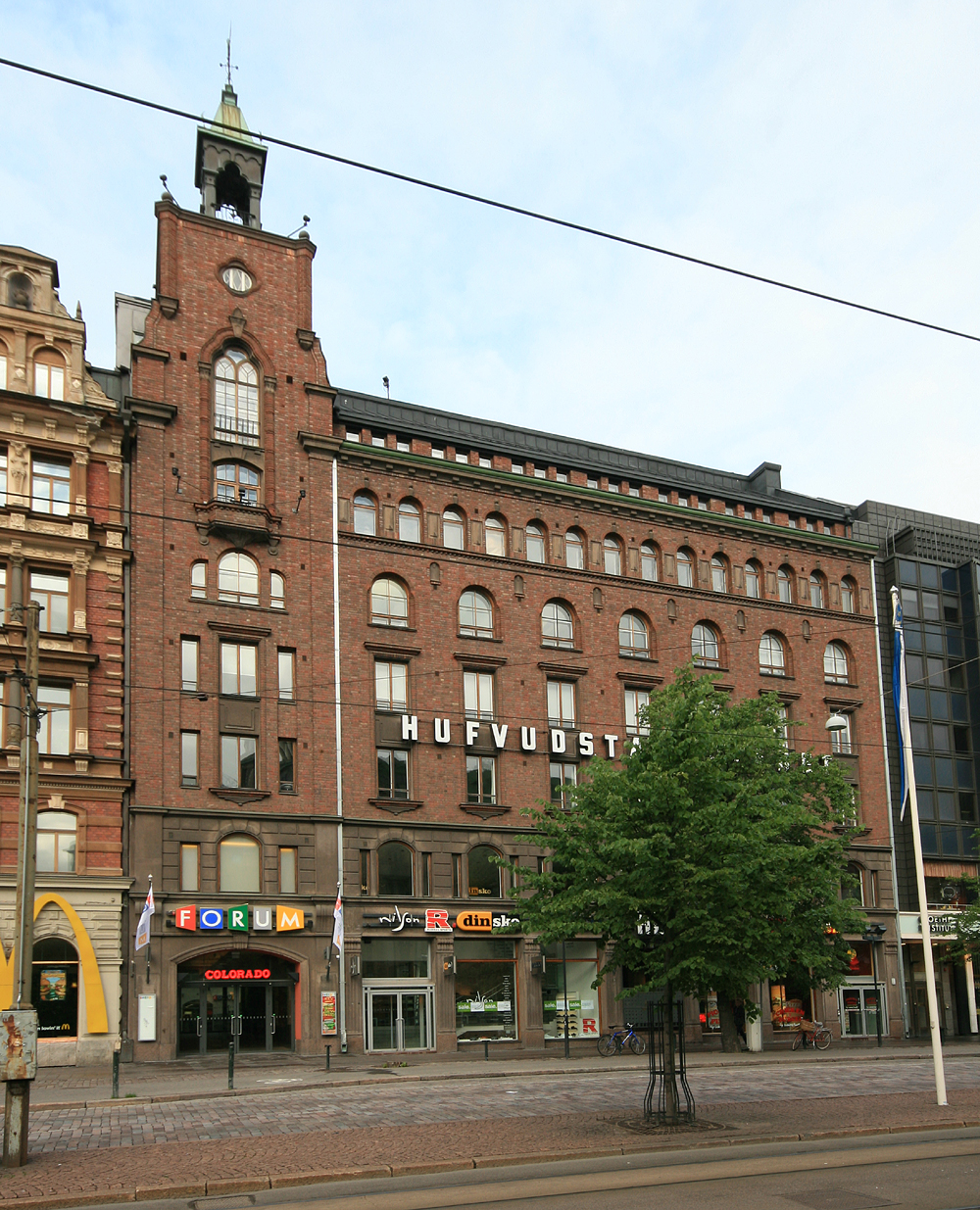
Le siège du Hufvudstadsbladet.

Le Hufvudstadsbladet (Le journal de la capitale) est le journal finlandais en langue suédoise le plus lu du pays. 

## Siège
Le bâtiment qui abrite son siège est situé au 18, rue Mannerheimintie. Il a été conçu par Wäinö Gustaf Palmqvist et construit en 1923.